# Ulanów (gemeente)
De gemeente Ulanów is een stad- en landgemeente in het Poolse woiwodschap Subkarpaten, in powiat Niżański.
De zetel van de gemeente is in Ulanów.
Op 30 juni 2005, telde de gemeente 8905 inwoners.

## Oppervlakte gegevens
In 2002 bedroeg de totale oppervlakte van gemeente Ulanów 119,56 km², waarvan:
- agrarisch gebied: 52%
- bossen: 41%

De gemeente beslaat 15,22% van de totale oppervlakte van de powiat.

## Demografie
Stand op 30 juni 2004:
| Omschrijving                   | Totaal | Totaal | Vrouwen | Vrouwen | Mannen | Mannen |
| ------------------------------ | ------ | ------ | ------- | ------- | ------ | ------ |
| eenheid                        | aantal | %      | aantal  | %       | aantal | %      |
| inwoners                       | 8660   | 100    | 4341    | 50,1    | 4319   | 49,9   |
| bevolkingsdichtheid (inw./km²) | 72,4   | 72,4   | 36,3    | 36,3    | 36,1   | 36,1   |

In 2002 bedroeg het gemiddelde inkomen per inwoner 1174,27 zł.

## Administratieve plaatsen (sołectwo)
Bieliniec, Bieliny, Borki, Bukowina, Dąbrowica, Dąbrówka, Glinianka, Huta Deręgowska, Kurzyna Mała, Kurzyna Średnia, Kurzyna Wielka, Wólka Bielińska, Wólka Tanewska.

## Overige plaatsen
Bagno, Borsuczyny, Bór, Buława, Dyjaki, Gajówka, Górka, Jeziorko, Kępa Rudnicka, Konie, Koszary, Majdan Dąbrówczański, Mieszyce, Mokradło, Na Stawie, Nadtamy, Pałki, Podbuk, Podgranica, Podosiczyna, Podwale, Porębiska, Rędziny, Ruda Tanowska, Ryczki, Stok, Suche Laski, Szewcy, Tobyłka, Wołoszyny, Wymysłów, Zachoina, Zadąbrowa, Zagóra, Zakurzynka, Zarowie, Zwolaki, Żabie.

## Aangrenzende gemeenten
Harasiuki, Jarocin, Krzeszów, Nisko, Pysznica, Rudnik nad Sanem